# سنجاب یوکاتان
سنجاب یوکاتان (نام علمی: Sciurus yucatanensis) نام یک گونه از سرده سنجاب است.